# تاکاکی توکوشیگه
تاکاکی توکوشیگه (انگلیسی: Takaaki Tokushige؛ زادهٔ ۱۸ فوریهٔ ۱۹۷۵) بازیکن فوتبال اهل ژاپن است.
از باشگاه‌هایی که در آن بازی کرده‌است می‌توان به باشگاه فوتبال سرزو اوساکا اشاره کرد.